# Anugavalli, Hassan
Anugavalli là một làng thuộc tehsil Hassan, huyện Hassan, bang Karnataka, Ấn Độ.